# Atractus werneri
Espèce
Atractus werneri est une espèce de serpents de la famille des Dipsadidae.

## Répartition
Cette espèce est endémique du département de Cundinamarca en Colombie. Elle se rencontre sur le versant Ouest de la cordillère Orientale, entre 1 200 et 1 800 m d'altitude.

## Description
Atractus werneri mesure, sans la queue, jusqu'à 330 mm pour les mâles et jusqu'à 346 mm pour les femelles. Son dos est uniformément brun avec parfois des lignes longitudinales et latérales. Sa face ventrale est blanc crème parfois marqué de taches irrégulières brun sombre.

## Étymologie
Cette espèce est nommée en l'honneur de Franz Werner.

## Publication originale
- Peracca, 1912 : Reptiles et Batraciens de Colombie. Voyage d'exploration scientifique en Colombie. Mémoires de la Société Neuchâteloise des Sciences naturelles, vol. 5, p. 96-111 (texte intégral).